# ريان ويلسون (منافس ألعاب قوى)
ريان ويلسون (بالإنجليزية: Ryan Wilson)‏ هو منافس ألعاب قوى أمريكي، ولد في 9 ديسمبر 1980 في كولومبوس في الولايات المتحدة.

## وصلات خارجية
- ريان ويلسون على موقع الاتحاد الدولي لألعاب القوى (الإنجليزية)
- ريان ويلسون على موقع الاتحاد الأمريكي لسباقات المضمار والميدان (الإنجليزية)